# Wicked (Future)
Wicked è un singolo del rapper statunitense Future, pubblicato il 13 aprile 2016 come unico estratto del diciassettesimo mixtape Purple Reign e come unico estratto della riedizione digitale del quarto album in studio Evol.

## Pubblicazione
Il 17 gennaio 2016, Future ha presentato in anteprima il suo tredicesimo mixtape, intitolato Purple Reign, che avrebbe avuto al suo interno proprio Wicked. Il 13 aprile 2016, il brano è stato reso disponibile come singolo su ITunes, divenendo così l'unico estratto del nastro. Inoltre, la stessa canzone è stata inclusa all'interno della tracklist ufficiale del quarto album in studio del rapper, Evol, pubblicato a febbraio.

## Video musicale
Il video musicale ufficiale del brano, diretto da Grant Singer, è stato presentato in anteprima su Apple Music il 3 giugno 2016 ed è stato pubblicato sul canale Vevo del rapper il successivo 1º settembre.

## Promozione
Future ha cantato il brano per la prima volta dal vivo il 14 aprile 2016, in occasione del The Tonight Show condotto da Jimmy Fallon. Il 26 giugno ha eseguito la canzone ai BET Awards, mentre pochi mesi più tardi è stata inclusa nella scaletta ufficiale del Summer Sixteen Tour di Future e Drake.

## Classifiche

### Classifiche settimanali
| Classifica (2016) | Posizione massima |
| ----------------- | ----------------- |
| Australia         | 93                |
| Regno Unito       | 107               |
| Stati Uniti       | 41                |

### Classifiche di fine anno
| Classifica (2016) | Posizione |
| ----------------- | --------- |
| Stati Uniti       | 97        |